# ناحية نبل
ناحية نبل إحدى نواحي سوريا تتبع إداريّاً لمحافظة حلب منطقة اعزاز ومركزها بلدة نبل، بلغ تعداد سكان الناحية 51,948 نسمة حسب التعداد السكاني لعام 2004.

## بلدات وقرى ناحية نبل
باشمرة، زوق الكبير، برج القاص، بيانون، حردتنين، كفين، معرسة الخان، مياسة، ماير، نبل، رتيان، الزهراء.